# Rio Pau Alto
Rio Pau Alto är ett vattendrag i Brasilien.   Det ligger i delstaten Bahia, i den sydöstra delen av landet, 900 km öster om huvudstaden Brasília.
I omgivningarna runt Rio Pau Alto växer i huvudsak städsegrön lövskog.